# The Little Mermaid (musical)
The Little Mermaid is een Broadway-musical van Walt Disney Theatrical Productions, voor het eerst opgevoerd in het najaar van 2007.
De musical is gebaseerd op de gelijknamige Disney animatiefilm De Kleine Zeemeermin uitgebracht in 1989. 
Het script voor de musical werd geschreven door Doug Wright, de muziek door Alan Menken en de liedteksten door Howard Ashman en zijn opvolger Glenn Slater. 
In de zomer van 2011 werd bekendgemaakt dat The Little Mermaid ook in Nederland opgevoerd zou gaan worden. Echter werd dit een vernieuwde versie van de show, die als voorbeeld zou gaan gelden voor de rest van de wereld. Dit is ook gebeurd met de musical Tarzan uit 2007. 
The Little Mermaid zou uiteindelijk in 2012 en 2013 in Nederland worden opgevoerd.

## The Little Mermaid Musical in Amerika
Voordat The Little Mermaid in de grote theaters van New York in première ging, waren er try-outs in het Ellie Caulkins Opera House in Denver van 26 juli 2007 tot en met 9 september 2007. Alle verkrijgbare plaatsen (ongeveer 95.000) waren uitverkocht.
Op 3 november 2007 begonnen de try-outs in het Lunt-Fontanne Theatre in New York, maar door stakingen lag de productie tijdelijk stil. 
Op 29 november ging The Little Mermaid weer van start, maar vanwege de onderbreking werd de geplande officiële première van 6 december 2007 verplaatst naar 10 januari 2008.
De show werd geregisseerd door Francesca Zambello, die met deze productie haar Broadwaydebuut maakte. De choreograaf van de show was Stephen Mear. George Tsypin ontwierp het decor, Tatiana Noginova de kostuums en Natasha Katz ontwierp het lichtschema. 
Om een zwemeffect te creëren, werden in de show rolschaatsen gebruikt om over het podium te kunnen glijden.

### Rolverdeling Broadway
- Ariel — Sierra Boggess
- Ursula — Sherie Rene Scott
- King Triton — Norm Lewis
- Prince Eric — Sean Palmer
- Sebastian — Tituss Burgess
- Flounder/Botje — Trevor Braun, Brian D'Addario*
- Scuttle/Jutter — Eddie Korbich
- Flotsam/Slijmbal — Tyler Maynard**
- Jetsam/Slijmbal — Derrick Baskin**
- Grimsby/Grimbert — Jonathan Freeman
- Chef Louis — John Treacy Egan

## Verhaal
Gebaseerd op de Nederlandse uitvoering van The Little Mermaid eveneens als de plaatsing van de liedjes.
*Liedjes uit de Amerikaanse versie die geschrapt zijn voor de Nederlandse versie staan op hun oorspronkelijke plek in het verhaal.
Eerste akte:
Het verhaal begint diep in de oceaan. Ariël, de jongste dochter van Koning Triton, is samen met Botje (Flounder) de vis op zoek naar mensenspullen op de bodem van de zee. ("Ouverture")
In het koninkrijk van Koning Triton, geven zijn 6 dochters een concert. Het concert stopt abrupt als blijkt dat de jongste dochter Ariël niet aanwezig is. ("Dochters van Triton"/ "Daughters of Triton").
Ariël, die het concert helemaal is vergeten, zit op een rots aan de wateroppervlakte, terwijl ze haar Mensendingen bewondert. Ze is gefascineerd door de mensenwereld en wil er meer over weten. ("Het Bovenland" / "That World Above"). Plots verschijnt er een schip met Prins Eric, zijn adviseur Grimsby en zeilers aan boord. Ze praten over de mysterieuze meermensen die diep in de zee wonen ("De Duistere Diepte Benee" / "Fathoms Below").
Prins Eric hoort een mysterieus gezang en beveelt zijn mannen om die stem achterna te gaan.
Ondertussen zoekt Ariël haar vriend Jutter (Scuttle) de zeemeeuw op om vragen te stellen over de mensendingen die ze heeft verzameld. Hij legt haar alles uit over de mensendingen, maar op een rare manier. * ("Human Stuff"). Als Ariël terugkeert naar het koninkrijk onderwater, preekt haar vader tegen haar; hij is boos omdat ze naar het wateroppervlak is geweest terwijl dat verboden is.
Ariël zwemt overstuur weg en Sebastiaan volgt haar op bevel van Triton om te zorgen dat ze niet weer in problemen komt. Sebastiaan volgt haar naar haar Grot, die gevuld is met mensendingen en ziet Ariël die zingt over haar wens om naar de mensen te gaan. ("Daar ligt Mijn Hart" / "Part of Your World").
Ariël gaat weer naar het wateroppervlak en ziet daar Prins Eric zijn schip van dichtbij. Plotseling is er een storm op komst die Eric van de boot afgooit. Op een haar na verdrinkt hij, maar Ariël redt hem en zwemt met hem naar de kust. ("De Storm" / "The Storm") Ariël realiseert zich dat ze verliefd op hem aan het worden is en zingt hem toe dat ze bij hem wil zijn. ("Daar ligt Mijn Hart" Reprise / "Part of Your World" Reprise) Als Ariël terugkeert onderwater gedraagt ze zich vreemd en haar zussen en Flounder/Botje denken dat ze verliefd is geworden. ("Ze is verliefd"/ "She's in Love").
Ondertussen is de Zeeheks Ursula van plan wraak te nemen op haar broer, Koning Triton. Ze legt uit dat ze was verbannen vanwege haar gebruik van zwarte magie. Ze beveelt haar handlangers Slijmbal en Slijmjurk (Flotsam & Jetsam) dat ze een oogje op Ariël moeten houden, want zij zou de sleutel naar de troon en Drietand van Triton kunnen zijn. ("Pappie's Kleine Meisje" / * "I Want The Good Times Back").
Boven de zeespiegel is Eric op zoek naar het meisje dat zijn leven heeft gered, maar het enige dat hij van haar kan herkennen is haar stem. ("Haar Stem" / "Her Voice"). Sebastiaan probeert Ariël op te overtuigen onderwater te blijven door haar alle wonderen van de wereld onder de zee te laten zien. ("Onder de zee" / "Under the Sea").
Koning Triton komt erachter dat Ariël weer naar het wateroppervlak is geweest en uit boosheid vernietigt hij haar geheime grot, wat Ariëls hart breekt. ("Het Bovenland" Reprise / "The World Above" Reprise). Ariël is ontroostbaar ("Ik Wou Maar" / "If Only"), als dan Slijmbal en Slijmjurk opdagen die haar zeggen dat Ursula de zeeheks haar kan helpen. ("Lief kind" / "Sweet Child").
Ariël gaat naar Ursula die haar een oplossing aanbiedt: Voor drie dagen wordt Ariël een mens en ze moet dan een echte liefdeskus van Prins Eric krijgen. Als het lukt blijft ze een mens. Zo niet, dan is haar ziel voor altijd in het bezit van Ursula. Als betaling moet Ariël haar stem aan Ursula geven. ("Ja, het Leven is Zwaar" / "Poor Unfortunate Souls"). Ariël zet haar handtekening onder het contract en wordt door Botje en Sebastiaan naar het water oppervlakte gebracht, waar haar staart wegvalt en haar benen tevoorschijn komen.
Tweede akte:
Ariël, met nieuwe benen maar zonder stem, probeert haar eerste stappen op het land te zetten. Jutter en de zeemeeuwen geven haar een peptalk om haar wat moed te geven. ("Pozetieverik" / "Positoovity"). Eric vindt Ariël al snel op het strand, maar omdat ze niks kan zeggen weet hij niet dat zij het meisje is dat zijn leven heeft gered. Hij neemt Ariël mee naar zijn paleis, waar ze gefascineerd raakt door de mensenwereld waarin ze terecht is gekomen. ("Mooier Dan In Mijn Mooiste Droom" / "Beyond my wildest dreams"). Die avond kookt Chef Louis een diner voor Ariël, Grimbert en Eric. Hij probeert Sebastiaan te koken, maar die ontsnapt. ("Les Poissons").
Na het diner vertelt Eric dat ze zelfs zonder stem kan spreken en hij leert haar te dansen. ("Zonder Woorden" / "One Step Closer").
Ondertussen wacht Ursula ongeduldig op het einde van de derde dag en legt ze uit wat ze gaat doen om de boel te saboteren. ("Pappie's Kleine Meisje" Reprise / * "I Want The Good Times Back" Reprise).
De volgende dag neemt Eric Ariël mee door zijn koninkrijk en die avond neemt hij haar mee op een betoverende boottocht. Sebastiaan en een aantal andere dieren proberen Eric over te halen Ariël te kussen. ("Kus D'r dan" / "Kiss The Girl"). Net op het moment dat Ariël en Erics lippen samenkomen geven Gruwel en Griezel de boot een schok en vieren hun overwinning. * ("Sweet Child" Reprise).
Als de tweede dag ten einde loopt wenst Ariël dat ze Eric alles kon vertellen; is Triton bezorgd over zijn verdwenen dochter; is Sebastiaan bezorgd om Ariël omdat haar tijd bijna voorbij is; droomt Eric dat hij het meisje vindt dat hem heeft gered. ("Ik Wou Maar" Quartet / "If Only" Quartet).
Op Ariëls laatste dag als mens is er een wedstrijd. Alle buitenlandse prinsessen zingen voor Eric zodat hij kan zien of hij een van de stemmen herkent. ("Het Concour" / "The Contest"). Het lukt niemand en dan komt Ariël die probeert Erics hart te winnen, ook al heeft ze geen stem. Ze danst voor hem en Eric kiest haar. Als ze net gaan kussen horen ze Ariëls stem zingen maar het blijkt Ursula. Ursula overstroomt de Balzaal en vertelt Ariël dat haar tijd voorbij is. Slijmbal en Slijmjurk grijpen Ariël en nemen haar terug in de zee.
Koning Triton arriveert in de grot van Ursula om Ariël te redden, die weer een zeemeermin is. Hij gaat akkoord met Ursula's plan om Ariëls plaats in te nemen en wordt plotseling zwak nu hij zijn krachten kwijt is. Ursula viert dat ze de koningin van de zee is en dat de oceanen nu van haar zijn. ("Ja, Het Leven Is Zwaar" Reprise / "Poor Unfortunate Souls" Reprise). Ariël neemt Ursula's magische schelp af die al haar krachten bevat. Op dat moment krijgt Ariël haar stem terug. Wanneer Ariël erachter komt dat Ursula haar moeder heeft gedood in plaats van de mensen, zoals Koning Triton dat altijd had gedacht, vernietigt ze de schelp, wat leidt tot de dood van Ursula.
Triton realiseert zich op dat moment dat Ariël van Eric houdt en verandert haar in een mens voor altijd. ("Ik Wou Maar" Reprise / "If Only" Reprise). Eric and Ariël trouwen en Koning Triton verklaart vrede tussen de mensen en de meermensen. Ariel en Eric geven elkaar eindelijk een kus en hun schip vaart weg. ("Finale")

## Muziek
Amerikaanse Broadway versie van het castalbum:
Act I
- Overture - Orchestra
- The World Above* - Ariel
- Fathoms Below - Eric, Grimsby and sailors
- Daughters Of Triton - Mersisters
- I Want The Good Times Back** - Ursula, Flotsam & Jetsam
- Part Of Your World - Ariel
- Part Of Your World (Reprise) - Ariel
- She's In Love* - Mersisters and Flounder
- Her Voice* - Eric
- The World Above (Reprise)* - Triton
- Under The Sea - Sebastian and sealife
- Under The Sea (Reprise)* - Sebastian
- Sweet Child* - Flotsam & Jetsam
- Poor Unfortunate Souls Ursula

Act II
- Positoovity* - Scuttle
- Beyond My Wildes Dreams* - Ariel, Carlotta and maids
- Les Poissons - Chef Louis
- Les Poissons (Reprise)* - Chef Louis
- One Step Closer* - Eric
- I Want The Good Times Back (Reprise)* - Ursula
- Kiss The Girl - Sebastian and animals
- Sweet Child (Reprise)* - Flotsam and Jetsam
- If Only (Quartet)* - Ariel, Eric, Sebastiaan, and Triton
- The Contest* - Grimsby and the Princesses
- Poor Unfortunate Souls (Reprise)* - Ursula
- If Only (Reprise)* - Triton
- Finale - Ariel, Eric and Cast

Nederlandse versie van het castalbum:
Act I
- Ouverture - Orchestra
- Het Bovenland* - Ariel
- De Duistere Diepte Benee - Eric, Grimsby en de Zeemannen
- Dochters Van Triton - Zussen
- Pappie's Kleine Meisje** - Ursula, Slijmbal en Slijmjurk
- Daar Ligt Mijn Hart - Ariel
- Daar Ligt Mijn Hart (Reprise) - Ariel
- Ze Is Verliefd* - Zussen en Botje
- Haar Stem* - Eric
- Het Bovenland (Reprise)* - Triton
- Onder De Zee - Sebastiaan en de Zeedieren
- Onder De Zee (Reprise)* - Sebastiaan en de Zeedieren
- Ik Wou Maar/Lief Kind* - Slijmbal en Slijmjurk/Ariel
- Ja, Het Leven Is Zwaar - Ursula

Act II
- Pozetieverik* - Jutter en de zeemeeuwen
- Mooier Dan In Mijn Mooiste Droom* - Ariel, Carlotta en de huismeiden
- Les Poissons - Chef Louis
- Les Poissons (Reprise)* - Chef Louis en koks
- Zonder Woorden* - Eric
- Pappie's Kleine Meisje (Reprise)* - Ursula en Slijmbal en Slijmjurk
- Kus D'r Dan - Sebastiaan en dieren
- Ik Wou Maar (Quartet)* - Ariel, Eric, Sebastiaan, and Triton
- Het Concours* - Grimbert en de Prinsessen
- Ja, Het Leven Is Zwaar (Reprise)* - Ursula
- Ik Wou Maar (Reprise)* - Triton
- Finale - Ariel, Eric en Company

Muziek door Alan Menken. Liedteksten door Howard Ashman en Glenn Slater.
Nederlandse vertaling door Martine Bijl.
De liedjes "Where I Belong" en Ursula's reprise van "Her Voice" werden uit de musical gehaald na de try-out in Denver.
De liedjes Human Stuff, I Want The Good Times Back + Reprise en Sweet Child (Represe) werden uit de Nederlandse productie gehaald, maar zaten wel in de Broadway productie.
** Pappie's Kleine Meisje zat niet in de Broadway productie. De melodie werd echter wel gebruikt voor Wasting Away, een liedje dat de Broadway show niet haalde. Speciaal voor de Nederlandse productie werd er een gloednieuw lied voor Ursula geschreven. De reprise van "Lief Kind" werd na een aantal ty-outs in Nederland uit de show gehaald.

## The Little Mermaid Musical in Nederland
Eind april 2011 maakte Stage Entertainment bekend dat zij de rechten voor de musical hadden gekocht.
Het werd een reizende productie geproduceerd door Joop van den Ende Theaterproducties/Stage Entertainment.
Stage Entertainment was eerder verantwoordelijk voor Nederlandse Disney-producties: Aida (2001-2003), The Lion King (2004-2006), Beauty and the Beast (2005-2006), Tarzan (2007-2009), High School Musical (2009) en Mary Poppins (2010-2011).
Audities voor de hoofdrollen waren in juni en juli 2011, en in september en oktober 2011 voor de hoofdrol van "Ariël".
Er werden veel aanpassingen gemaakt aan het script, de liedjes en de decors. 
De producenten waren het er over eens dat vliegen aan kabels door de lucht een betere illusie van "zwemmen" zou geven dan rolschaatsen.
De Nederlandse versie van "The Little Mermaid' begon met try-outs in mei 2012.
De musical ging op 16 juni 2012 in première in het Nieuwe Luxor Theater Rotterdam.
Vanaf 5 september 2012 speelde de musical vast in het "Beatrix Theater" in Utrecht. Hiermee verving deze de musical Ghost die oorspronkelijk in deze periode in het Beatrix Theater zou spelen maar moest worden uitgesteld wegens bezuinigingen en een te laag consumentenvertrouwen.
"The Little Mermaid" zou aanvankelijk stoppen op 6 januari 2013, maar door een toenemende kaartverkoop speelde de musical door tot 7 juli 2013. 

### Rolverdeling Nederlandse versie
| Rol           | 2012/2013                                         |
| ------------- | ------------------------------------------------- |
| Ariël         | Tessa van Tol                                     |
| alternate     | Yvonne Coldeweijer                                |
| understudy    | Jantien Euwe, Sanne den Besten                    |
| Prins Erik    | Tommie Christiaan                                 |
| understudy    | Mischa Kiek, Ivo Chundro, Yoran de Bont           |
| Ursula        | Marjolijn Touw, Ellis van Laarhoven               |
| alternate     | Ellis van Laarhoven                               |
| understudy    | Britt Lenting, Salomé Mayland                     |
| Koning Triton | Roberto de Groot                                  |
| understudy    | Timo Bakker, Ivo Chundro, Marc-Peter van der Maas |
| Sebastiaan    | Juan Wells                                        |
| understudy    | Tabi Awan, Frank Beurskens                        |
| Botje         | Martijn Vogel                                     |
| understudy    | Frank Beurskens, Evert Jan Korving                |
| Grimsby       | Alfred van den Heuvel, Frans Mulder, Hugo Haenen  |
| understudy    | Timo Bakker, Marc-Peter van der Maas              |
| Jutter        | Dick Cohen                                        |
| understudy    | Frank Beurskens, Tabi Awan                        |
| Slijmbal      | Bas Timmers                                       |
| understudy    | Jordy Maarseveen, Evert Jan Korving               |
| Slijmjurk     | Barry Beijer                                      |
| understudy    | Jordy Maarseveen, Tabi Awan                       |
| Chef Louis    | Ger Otte                                          |
| understudy    | Timo Bakker, Marc-Peter van der Maas, Dick Cohen  |

### Ensemble
- Jantien Euwe
- Sanne den Besten
- Mischa Kiek
- Ivo Chundro
- Marc-Peter van der Maas
- Jordy Maarseveen
- Rohan van Beek
- Frank Beurskens
- Salomé Mayland
- Irene Borst
- Lysanne van der Sijs
- Carmen Danen
- Golda Doof
- Evert-Jan Korving
- Margriet Middel
- Laurens Hagens
- Giovanni Kemper
- Yoran de Bont
- Britt Lenting
- Tabi Awan
- Timo Bakker
- Sjoerd Hermens
- Barbara Hol
- Jente Slebioda

** Flotsam en Jetsam's namen waren in de filmversie vertaald als Gruwel en Griezel. In de vertaling van de musical heten ze echter Slijmbal en Slijmjurk.

## Castalbum Nederland
Op 28 augustus 2012 verscheen een castalbum onder de titel The Little Mermaid - Het Nederlandse castalbum met nummers uit de musical. Op 1 september 2012 kwam het album op nummer zeven binnen in de Nederlandse Album Top 100. De week daarna steeg het album door naar de derde positie, de hoogste positie voor het album.
Dit was de tweede keer dat een cd van een Nederlandse Disney&Stage-productie niet in een studio werd opgenomen. De eerste keer gebeurde dat met "Mary Poppins". De cd werd een live registratie van de musical opgenomen in het Nieuwe Luxor Theater Rotterdam.

### Hitnotering NederlandseAlbum Top 100
| Hitnotering: (Week 1 t/m 6) 01-09-2012 t/m 06-10-2012 Hitnotering: (Week 7 t/m) 20-10-2012 t/m | Hitnotering: (Week 1 t/m 6) 01-09-2012 t/m 06-10-2012 Hitnotering: (Week 7 t/m) 20-10-2012 t/m | Hitnotering: (Week 1 t/m 6) 01-09-2012 t/m 06-10-2012 Hitnotering: (Week 7 t/m) 20-10-2012 t/m | Hitnotering: (Week 1 t/m 6) 01-09-2012 t/m 06-10-2012 Hitnotering: (Week 7 t/m) 20-10-2012 t/m | Hitnotering: (Week 1 t/m 6) 01-09-2012 t/m 06-10-2012 Hitnotering: (Week 7 t/m) 20-10-2012 t/m | Hitnotering: (Week 1 t/m 6) 01-09-2012 t/m 06-10-2012 Hitnotering: (Week 7 t/m) 20-10-2012 t/m | Hitnotering: (Week 1 t/m 6) 01-09-2012 t/m 06-10-2012 Hitnotering: (Week 7 t/m) 20-10-2012 t/m | Hitnotering: (Week 1 t/m 6) 01-09-2012 t/m 06-10-2012 Hitnotering: (Week 7 t/m) 20-10-2012 t/m | Hitnotering: (Week 1 t/m 6) 01-09-2012 t/m 06-10-2012 Hitnotering: (Week 7 t/m) 20-10-2012 t/m | Hitnotering: (Week 1 t/m 6) 01-09-2012 t/m 06-10-2012 Hitnotering: (Week 7 t/m) 20-10-2012 t/m | Hitnotering: (Week 1 t/m 6) 01-09-2012 t/m 06-10-2012 Hitnotering: (Week 7 t/m) 20-10-2012 t/m | Hitnotering: (Week 1 t/m 6) 01-09-2012 t/m 06-10-2012 Hitnotering: (Week 7 t/m) 20-10-2012 t/m | Hitnotering: (Week 1 t/m 6) 01-09-2012 t/m 06-10-2012 Hitnotering: (Week 7 t/m) 20-10-2012 t/m | Hitnotering: (Week 1 t/m 6) 01-09-2012 t/m 06-10-2012 Hitnotering: (Week 7 t/m) 20-10-2012 t/m | Hitnotering: (Week 1 t/m 6) 01-09-2012 t/m 06-10-2012 Hitnotering: (Week 7 t/m) 20-10-2012 t/m | Hitnotering: (Week 1 t/m 6) 01-09-2012 t/m 06-10-2012 Hitnotering: (Week 7 t/m) 20-10-2012 t/m | Hitnotering: (Week 1 t/m 6) 01-09-2012 t/m 06-10-2012 Hitnotering: (Week 7 t/m) 20-10-2012 t/m | Hitnotering: (Week 1 t/m 6) 01-09-2012 t/m 06-10-2012 Hitnotering: (Week 7 t/m) 20-10-2012 t/m | Hitnotering: (Week 1 t/m 6) 01-09-2012 t/m 06-10-2012 Hitnotering: (Week 7 t/m) 20-10-2012 t/m | Hitnotering: (Week 1 t/m 6) 01-09-2012 t/m 06-10-2012 Hitnotering: (Week 7 t/m) 20-10-2012 t/m | Hitnotering: (Week 1 t/m 6) 01-09-2012 t/m 06-10-2012 Hitnotering: (Week 7 t/m) 20-10-2012 t/m |
| Week:                                                                                          | 1                                                                                              | 2                                                                                              | 3                                                                                              | 4                                                                                              | 5                                                                                              | 6                                                                                              | 7                                                                                              |                                                                                                | 8                                                                                              | 9                                                                                              | 10                                                                                             | 11                                                                                             | 12                                                                                             | 13                                                                                             | 14                                                                                             | 15                                                                                             | 16                                                                                             | 17                                                                                             | 18                                                                                             | 19                                                                                             |
| ---------------------------------------------------------------------------------------------- | ---------------------------------------------------------------------------------------------- | ---------------------------------------------------------------------------------------------- | ---------------------------------------------------------------------------------------------- | ---------------------------------------------------------------------------------------------- | ---------------------------------------------------------------------------------------------- | ---------------------------------------------------------------------------------------------- | ---------------------------------------------------------------------------------------------- | ---------------------------------------------------------------------------------------------- | ---------------------------------------------------------------------------------------------- | ---------------------------------------------------------------------------------------------- | ---------------------------------------------------------------------------------------------- | ---------------------------------------------------------------------------------------------- | ---------------------------------------------------------------------------------------------- | ---------------------------------------------------------------------------------------------- | ---------------------------------------------------------------------------------------------- | ---------------------------------------------------------------------------------------------- | ---------------------------------------------------------------------------------------------- | ---------------------------------------------------------------------------------------------- | ---------------------------------------------------------------------------------------------- | ---------------------------------------------------------------------------------------------- |
| Positie:                                                                                       | 7                                                                                              | 3                                                                                              | 10                                                                                             | 21                                                                                             | 26                                                                                             | 25                                                                                             | uit                                                                                            | 11                                                                                             | 14                                                                                             | 36                                                                                             | 29                                                                                             |                                                                                                |                                                                                                |                                                                                                |                                                                                                |                                                                                                |                                                                                                |                                                                                                |                                                                                                |                                                                                                |

## Vlaamse versie
Na het succes van Beauty and the Beast in 2016, kwam productiehuis Marmalade opnieuw met een herwerkte, grotere versie van een bestaande Disney-musical. Dit keer was The Little Mermaid aan de beurt en werd exclusief eind 2017 opgevoerd in Flanders Expo te Gent. Deze versie maakte gebruik van de Nederlandse vertaling door Martine Bijl met kleine aanpassingen aan de tekst voor het Belgische publiek.
Het was de eerste keer dat de Disney-versie van De Kleine Zeemeermin in België te zien was. In 2004 maakte Studio 100 al een musical over De Kleine Zeemeermin, met geheel eigen script, decors, kostuums en liedjes. 

### Rolverdeling Vlaamse versie
| Rol           | 2017/2018                                |
| ------------- | ---------------------------------------- |
| Ariël         | Ianthe Tavernier                         |
| understudy    | Lotte Stevens                            |
| Prins Erik    | Juan Gerlo                               |
| alternate     | Michiel De Meyer                         |
| understudy    | Jurgen Stein                             |
| Ursula        | Anne Mie Gils                            |
| understudy    | Liv Van Aelst                            |
| Koning Triton | Hans Peter Janssens                      |
| understudy    | Koen Van Agtmael                         |
| Sebastiaan    | Kobe Van Herwegen                        |
| understudy    | Dorian Liveyns                           |
| Botje         | Obe Lambert, Nalu Gilbert, Milan De Raes |
| Grimbert      | Frank Hoelen                             |
| understudy    | Mike Wauters                             |
| Jutter        | Marc Lauwrys                             |
| understudy    | Sven Tummeleer                           |
| Slijmbal      | Nordin De Moor                           |
| understudy    | Olivier Bracke                           |
| Slijmjurk     | Jan Schepens                             |
| understudy    | Olivier Bracke                           |
| Chef Louis    | Ivan Pecnik                              |
| understudy    | Leendert De Vis                          |

### Ensemble
- Charlotte Campion als Alana
- Laura Seys als Adella
- Anne Van Opstal als Atina
- Lotte Stevens als Andrina
- Barbara De Winter als Arista
- Hilde Van Wesepoel als Aquata
- Liv Van Aelst
- Isabelle Hermans
- Manon De Boevre
- Jurgen Stein
- Koen Van Agtmael
- Dorian Liveyns
- Sven Tummeleer
- Leendert De Vis
- Mike Wauters
- Olivier Bracke
- Kenny Verelst
- Noi Pakon (aerial choreograaf en uitvoerend luchtacrobate)
- Joana Dinah Schwing (acrobatie)
- Natasja Bode (acrobatie)
- Hakan Quintelier (acrobatie)

## Overige feiten
- "Dochters van Triton" en "Vadems Benee" hebben extra teksten en er zijn veel nieuwe liedjes speciaal voor de musical geschreven.
- In de Nederlandse versie zijn de liedjes uit de film opnieuw vertaald door Martine Bijl, maar ze blijven in de sfeer van de originele film. Soms zijn er kleine aanpassingen gemaakt zoals "Kus Haar Dan" is "Kus D'r Dan","Diep in de Zee" is "Onder de Zee" en "Dat is mijn wens" werd "Daar ligt mijn hart".
- De scène waarin de haai Botje en Ariel achtervolgt, is weggelaten.
- Ursula is in de musical-versie de zus van Koning Triton, wat oorspronkelijk gepland was voor de tekenfilm.
- In deze versie waren Triton en Ursula gelijken en ieder regeerde over een helft van de oceaan. Triton stootte haar van de troon en nam haar helft over vanwege haar wreedheid en gebruik van zwarte magie. Ursula's Magische Schelp en Tritons Drietand zijn erfstukken van hun vader, de god Poseidon.
- In de Nederlandse versie is Ursula's achtergrondverhaal echter aangepast en wordt verteld dat Ursula al hun oudere zussen heeft vermoord zodat ze aandacht zou krijgen en op de troon zou komen. Hier kwam Triton achter en dat was de reden dat ze verbannen werd en hij koning werd.
- Ook wordt in de Nederlandse versie onthuld dat Ursula degene is die Ariël's moeder heeft vermoord, en niet de mensen, zoals iedereen altijd dacht. Deze verhaallijn staat in strijd met de 3e Kleine Zeemeermin film, waarin duidelijk wordt dat "mensen" haar hebben gedood.
- Ursula gebruikt de schelp om te spioneren op Ariël, in plaats van de ogen van Slijmbal en Slijmjurk (Gruwel en Griezel).
- De scène en het lied "Under the sea/Diep in de zee" werd in de musical verplaatst na de scène waarin Koning Triton Ariël's grot verwoest. Zo werd het lied gebruikt om Ariël weer op te vrolijken. In de Nederlandse versie werd het nummer weer naar voren geschoven, net als in de originele tekenfilm.
- Ursula's alter ego Vanessa en Max, de hond van Prince Eric, spelen geen rol in de musical.
- De bruiloftscène met de verhaallijn van Vannessa is eruit gelaten en vervangen door een zangwedstrijd gehouden voor prins Eric. Om de stem van zijn droomvrouw te vinden, worden alle prinsessen van de omliggende koninkrijken uitgenodigd in het paleis om de prins toe te zingen. Uiteindelijk komt Ariël voorzichtig naar voren en danst in stilte. Prins Eric kiest dan voor Ariël maar Ursula komt het feest verstoren.
- In de musical vernietigt Ariël de toverschelp, wat leidt tot Ursula's dood.
- De liedjes van Sebastiaan zijn in de Amerikaanse versie aangepast, zodat Tituss Burgess ze goed kon zingen. Hij is een tenor terwijl de originele Sebastiaan een bariton was.
- Het taalgebruik in de musical is wat volwassener dan het taalgebruik in de film.
- Ariël heeft in de musical-versies verschillende haardrachten: gevlochten, paardenstaart, met een kroontje, etc.
- De pruiken in de Nederlandse versie, voor de scenes die zich onderwater afspelen, staan recht omhoog. Dit is gedaan om een onderwatereffect te creëren.
- In de Nederlandse versie heeft Ariël geen grot maar een geheime tuin van zeewier waarin een groot menselijk beeld staat. Op het beeld hangen en staan verschillende mensenspullen. Deze aanpassing lijkt te zijn gedaan uit inspiratie van het originele sprookje waarin De Kleine Zeemeermin een tuin heeft waar ze zich in terugtrekt, met ook een standbeeld van een menselijke prins.
- De vissenstaart van Ariël is in de Nederlandse versie multifunctioneel. De vinnen zijn lang en groot om zo een effect van bewegend water te suggereren rondom Ariël.
- De musical eindigt met een lijfspreuk: Leef met je hart, wees wie je bent. Dan komt altijd dat grote moment. Pas als je zegt, dit ben ik echt. Hier ligt mijn hart!

## Nominaties en prijzen
Tony Award-nominaties
- Best Original Score - Alan Menken (muziek); Howard Ashman and Glenn Slater (tekst van de liedjes)
- Best Lighting Design of a Musical - Natasha Katz

Drama Desk Award-nominaties
- Outstanding Actress in a Musical: Sierra Boggess
- Outstanding Set Design of a Musical: George Tsypin
- Outstanding Lighting Design: Natasha Katz

Outer Critics Circle Award-nominatie
- Outstanding Featured Actress in a Musical: Sherie Rene Scott

Drama League Award-nominatie
- Distinguished Performance Award: Sierra Boggess

9th Annual Broadway.com Audience Awards-nominaties
- Favorite New Broadway Musical
- Favorite Leading Actress in a Broadway Musical: Sierra Boggess
- Favorite Featured Actor in a Broadway Musical: Tituss Burgess
- Favorite Featured Actress in a Broadway Musical: Sherie Rene Scott
- Favorite Diva Performance: Sherie Rene Scott
- Favorite Breakthough Performance (Female): Sierra Boggess
- Favorite New Broadway Song: "If Only", "She's in Love"